# الطرية الجوف (لودر)

تعديل مصدري - تعديل

الطرية الجوف هي إحدى قرى عزلة زارة بمديرية لودر التابعة لمحافظة أبين، بلغ تعداد سكانها 316 نسمة حسب تعداد اليمن لعام 2004.